# Lake Placid (meer in New York)
Lake Placid is een meer in de Amerikaanse staat New York. Het meer ligt in het Adirondackgebergte.
De noordzijde van de plaats Lake Placid ligt aan de oever van het meer. Het meer heeft een oppervlakte van 8,8 km² en voorziet de plaats van drinkwater.
Er wordt veel Amerikaanse meerforel gevangen.